# Michele Zanutta
Michele Zanutta (Carlino, 20 ottobre 1967) è un ex calciatore italiano, di ruolo difensore.

## Carriera
È stato difensore ed ha militato in diverse squadre professionistiche italiane; ha debuttato in Serie A a 19 anni con la Sampdoria, è poi tornato in massima serie con la Reggiana di cui divenne una bandiera nella prima metà degli anni Novanta; ha inoltre disputato numerose partite in serie B con il Venezia e soprattutto con il Pescara.
In gioventù ha fatto parte della Nazionale Under 20 con cui ha partecipato ai mondiali di categoria del 1987.
Conclusa la carriera professionistica ha militato nelle file della A.S Nobile Impianti Calcio, squadra amatoriale di San Giorgio di Nogaro.

## Palmarès

### Club

#### Competizioni nazionali
- Coppa Italia: 2

Sampdoria: 1984-1985, 1987-1988
- Serie B: 1

Reggiana: 1992-1993
- Serie C1: 1

Reggiana: 1988-1989